# Híd programtervezési minta
A híd programtervezési minta egy szoftverfejlesztésben használt tervezési minta, mely azt jelenti, hogy "különválasztjuk az absztrakciót az implementációjától, hogy a kettőt függetlenül lehessen variálni." A híd egységbe zárást, aggregációt, és öröklődést használ, hogy a felelősségi köröket különböző osztályokba különítse el.
A híd mintára kétrétegű absztrakcióként is tekinthetünk. Ez általában azt jelenti, hogy adva van két interfész (a híd két "pillére"), az egyik magaszintű művelet(ek)et, a másik alacsonyszintű művelet(ek)et deklarál; és a magasszintű interfész implementációi az alacsonyszintű interfész tetszőleges implementációjával együttműködnek (és azt a konstruktorban veszik át). Ez lehetővé teszi, hogy a rétegek egymástól függetlenül cserélhetők legyenek.
Előfordul, hogy csak egy fix implementáció létezik, ez a minta Pimpl idiómaként is ismert a C++ világban.
A híd minta nem azonos az illesztő (adapter) mintával, bár a híd mintát gyakran valósítják meg az osztály illesztő minta felhasználásával (ld. a lenti példákat).
A híd minta a függőség befecskendezésének (dependency injection) egyik lehetséges módja.

## Struktúra

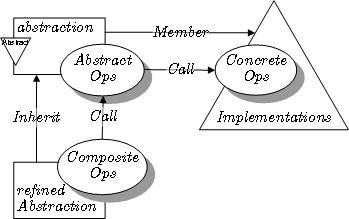
Híd LePUS3-ban (legend)

Abstraction (absztrakt osztály)
definiálja az absztrakt interfészt
karbantarja az Implementor referenciát.
RefinedAbstraction (normál osztály)
kiterjeszti  Abstraction által definiált interfészt
Implementor (interfész)
definiálja az interfészt az implementation osztályokra
ConcreteImplementor (normál osztály)
megvalósítja az Implementor interfészt

## Példa

### Java
A következő Java program alakzatok kirajzolásának példáján keresztül illusztrálja a híd mintát.
```
/** "Implementor" */

interface
 
DrawingAPI
 
{

    
public
 
void
 
drawCircle
(
double
 
x
,
 
double
 
y
,
 
double
 
radius
);

}

/** "ConcreteImplementor"  1/2 */

class
 
DrawingAPI1
 
implements
 
DrawingAPI
 
{

    
public
 
void
 
drawCircle
(
double
 
x
,
 
double
 
y
,
 
double
 
radius
)
 
{

        
System
.
out
.
printf
(
"API1.circle at %f:%f radius %f\n"
,
 
x
,
 
y
,
 
radius
);

    
}

}

/** "ConcreteImplementor" 2/2 */

class
 
DrawingAPI2
 
implements
 
DrawingAPI
 
{

    
public
 
void
 
drawCircle
(
double
 
x
,
 
double
 
y
,
 
double
 
radius
)
 
{

        
System
.
out
.
printf
(
"API2.circle at %f:%f radius %f\n"
,
 
x
,
 
y
,
 
radius
);

    
}

}

/** "Abstraction" */

abstract
 
class
 
Shape
 
{

    
protected
 
DrawingAPI
 
drawingAPI
;

    
protected
 
Shape
(
DrawingAPI
 
drawingAPI
){

        
this
.
drawingAPI
 
=
 
drawingAPI
;

    
}

    
public
 
abstract
 
void
 
draw
();
                             
// low-level

    
public
 
abstract
 
void
 
resizeByPercentage
(
double
 
pct
);
     
// high-level

}

/** "Refined Abstraction" */

class
 
CircleShape
 
extends
 
Shape
 
{

    
private
 
double
 
x
,
 
y
,
 
radius
;

    
public
 
CircleShape
(
double
 
x
,
 
double
 
y
,
 
double
 
radius
,
 
DrawingAPI
 
drawingAPI
)
 
{

        
super
(
drawingAPI
);

        
this
.
x
 
=
 
x
;
  
this
.
y
 
=
 
y
;
  
this
.
radius
 
=
 
radius
;

    
}

    
// low-level i.e. Implementation specific

    
public
 
void
 
draw
()
 
{

        
drawingAPI
.
drawCircle
(
x
,
 
y
,
 
radius
);

    
}

    
// high-level i.e. Abstraction specific

    
public
 
void
 
resizeByPercentage
(
double
 
pct
)
 
{

        
radius
 
*=
 
pct
;

    
}

}

/** "Client" */

class
 
BridgePatternExample
 
{

    
public
 
static
 
void
 
main
(
String
[]
 
args
)
 
{

        
Shape
[]
 
shapes
 
=
 
new
 
Shape
[]
 
{

            
new
 
CircleShape
(
1
,
 
2
,
 
3
,
 
new
 
DrawingAPI1
()),

            
new
 
CircleShape
(
5
,
 
7
,
 
11
,
 
new
 
DrawingAPI2
()),

        
};

        
for
 
(
Shape
 
shape
 
:
 
shapes
)
 
{

            
shape
.
resizeByPercentage
(
2.5
);

            
shape
.
draw
();

        
}

    
}

}

```

Kimenete:
```
API1.circle at 1.000000:2.000000 radius 7.5000000
API2.circle at 5.000000:7.000000 radius 27.500000
```

### PHP
PHP nyelvű példa.
```
interface
 
DrawingAPI
 
{

    
function
 
drawCircle
(
$dX
,
 
$dY
,
 
$dRadius
);

}

class
 
DrawingAPI1
 
implements
 
DrawingAPI
 
{

    
public
 
function
 
drawCircle
(
$dX
,
 
$dY
,
 
$dRadius
)
 
{

        
echo
 
"API1.circle at 
$dX
:
$dY
 radius 
$dRadius
.<br/>"
;

    
}

}

class
 
DrawingAPI2
 
implements
 
DrawingAPI
 
{

    
public
 
function
 
drawCircle
(
$dX
,
 
$dY
,
 
$dRadius
)
 
{

        
echo
 
"API2.circle at 
$dX
:
$dY
 radius 
$dRadius
.<br/>"
;

    
}

}

abstract
 
class
 
Shape
 
{

    
protected
 
$oDrawingAPI
;

    
public
 
abstract
 
function
 
draw
();

    
public
 
abstract
 
function
 
resizeByPercentage
(
$dPct
);

    
protected
 
function
 
__construct
(
DrawingAPI
 
$oDrawingAPI
)
 
{

        
$this
->
oDrawingAPI
 
=
 
$oDrawingAPI
;

    
}

}

class
 
CircleShape
 
extends
 
Shape
 
{

    
private
 
$dX
;

    
private
 
$dY
;

    
private
 
$dRadius
;

    
public
 
function
 
__construct
(
$dX
,
 
$dY
,
 
$dRadius
,
 
DrawingAPI
 
$oDrawingAPI
)
 
{

        
parent
::
__construct
(
$oDrawingAPI
);

        
$this
->
dX
 
=
 
$dX
;

        
$this
->
dY
 
=
 
$dY
;

        
$this
->
dRadius
 
=
 
$dRadius
;

    
}

    
public
 
function
 
draw
()
 
{

        
$this
->
oDrawingAPI
->
drawCircle
(

                
$this
->
dX
,

                
$this
->
dY
,

                
$this
->
dRadius

        
);

    
}

    
public
 
function
 
resizeByPercentage
(
$dPct
)
 
{

        
$this
->
dRadius
 
*=
 
$dPct
;

    
}

}

class
 
Tester
 
{

    
public
 
static
 
function
 
main
()
  
{

        
$aShapes
 
=
 
array
(

            
new
 
CircleShape
(
1
,
 
3
,
 
7
,
  
new
 
DrawingAPI1
()),

            
new
 
CircleShape
(
5
,
 
7
,
 
11
,
 
new
 
DrawingAPI2
()),

        
);

        
foreach
 
(
$aShapes
 
as
 
$shape
)
 
{

            
$shape
->
resizeByPercentage
(
2.5
);

            
$shape
->
draw
();

        
}

    
}

}

Tester
::
main
();

```

Kimenete:
```
API1.circle at 1:3 radius 17.5
API2.circle at 5:7 radius 27.5
```

### Scala
Scala nyelvű példa.
```
trait
 
DrawingAPI
 
{

  
def
 
drawCircle
(
x
:
 
Double
,
 
y
:
 
Double
,
 
radius
:
 
Double
)

}

class
 
DrawingAPI1
 
extends
 
DrawingAPI
 
{

  
def
 
drawCircle
(
x
:
 
Double
,
 
y
:
 
Double
,
 
radius
:
 
Double
)
 
=
 
println
(
s"API #1 
$
x
 
$
y
 
$
radius
"
)

}

class
 
DrawingAPI2
 
extends
 
DrawingAPI
 
{

  
def
 
drawCircle
(
x
:
 
Double
,
 
y
:
 
Double
,
 
radius
:
 
Double
)
 
=
 
println
(
s"API #2 
$
x
 
$
y
 
$
radius
"
)

}

abstract
 
class
 
Shape
(
drawingAPI
:
 
DrawingAPI
)
 
{

  
def
 
draw
()

  
def
 
resizePercentage
(
pct
:
 
Double
)

}

class
 
CircleShape
(
x
:
 
Double
,
 
y
:
 
Double
,
 
var
 
radius
:
 
Double
,
 
drawingAPI
:
 
DrawingAPI
)

    
extends
 
Shape
(
drawingAPI
:
 
DrawingAPI
)
 
{

  
def
 
draw
()
 
=
 
drawingAPI
.
drawCircle
(
x
,
 
y
,
 
radius
)

  
def
 
resizePercentage
(
pct
:
 
Double
)
 
{
 
radius
 
*=
 
pct
 
}

}

object
 
BridgePatternExample
 
{

  
def
 
main
(
args
:
 
Array
[
String
])
 
{

    
Seq
 
(

    
new
 
CircleShape
(
1
,
 
3
,
 
5
,
 
new
 
DrawingAPI1
),

    
new
 
CircleShape
(
4
,
 
5
,
 
6
,
 
new
 
DrawingAPI2
)

    
)
 
foreach
 
{
 
x
 
=>
 

        
x
.
resizePercentage
(
3
)

        
x
.
draw
()
            

      
}
    

  
}

}

```

## Fordítás
Ez a szócikk részben vagy egészben  a   Bridge pattern című angol Wikipédia-szócikk ezen változatának fordításán alapul.  Az eredeti cikk szerkesztőit annak laptörténete sorolja fel. Ez a jelzés csupán a megfogalmazás eredetét és a szerzői jogokat jelzi, nem szolgál a cikkben szereplő információk forrásmegjelöléseként.